# Podhosta
Podhosta este o localitate din comuna Dolenjske Toplice, Slovenia, cu o populație de 167 de locuitori.